# Jornal de Angola
Jornal de Angola era l'únic periòdic diari d'Angola des de la independència del país en 1975 i fins 2008. És publicat a Luanda per l'editorial Edições Novembro. Està sota el control de l'Estat angolès.
L'editor en cap del diari és Víctor Silva. L'organització utilitza els canals d'emissió d'ANGOP, Agence France-Presse, Reuters, EFE, i Prensa Latina. A més de l'edició impresa hi ha una edició online.